# Короткая улица (Екатеринбург)
Коро́ткая у́лица — исчезнувшая улица в жилом районе «Центральный» Ленинского административного района Екатеринбурга.

## История
Улица проходила от улицы Уктусской (современная улица 8 Марта) до западной стены Екатеринбургской крепости, ось улицы располагалась вдоль южного фасада современного театра эстрады и части северного фасада Дома обороны.
Застройка по улице сформировалась в конце XVIII века. Улица обозначена на генеральном плане Екатеринбурга 1804 года. К 1880-м годам Короткая улица вошла в территорию Зелёного рынка, сохранив до середины XX века угловое с улицей 8 Марта здание. В годы Великой Отечественной войны в нём находилась известная столовая «Аврора», в которой бесплатно кормили городских детей.